# Confrontos em Shatt al-Arab em 1974–1975
Os confrontos em Shatt al-Arab em 1974–1975 referem-se ao impasse iraniano-iraquiano sobre a hidrovia de Shatt al-Arab, na região do Golfo Pérsico, em meados da década de 1970. Os confrontos produziram quase mil mortos. Foi a disputa mais significativa sobre a hidrovia de Shatt al-Arab nos tempos modernos, antes da Guerra Irã-Iraque da década de 1980.

## Antecedentes
O Irã repudiava a linha de demarcação estabelecida na Convenção Anglo-Otomana de Constantinopla de novembro de 1913; questionando a fronteira que percorria o talvegue, o ponto mais profundo do canal navegável. O Reino do Iraque, encorajado pelo Reino Unido, levou o Irã à Liga das Nações em 1934, mas sua discordância não foi resolvida. Finalmente, em 1937, o Irã e o Iraque assinaram seu primeiro tratado de fronteira. O tratado estabeleceu a fronteira fluvial na margem oriental do rio, exceto por uma zona de ancoragem de quatro milhas perto de Abadan, que foi atribuída ao Irã e onde a fronteira se estendia ao longo do talvegue. O Irã enviou uma delegação para a República do Iraque logo após o golpe baathista de 1969 e, quando o Iraque se recusou a prosseguir com as negociações sobre um novo tratado, o tratado de 1937 foi retirado pelo Irã. A revogação iraniana do tratado de 1937 marcou o início de um período de forte tensão iraquiano-iraniana que duraria até os Acordos de Argel de 1975. 

## Eventos
De março de 1974 a março de 1975, o Irã e o Iraque travaram escaramuças fronteiriças pelo apoio do Irã aos curdos iraquianos.  Em 1975, os iraquianos lançaram uma ofensiva no Irã usando tanques, embora os iranianos os tenham derrotado. Vários outros ataques ocorreram; no entanto, o Irã tinha o quinto exército mais poderoso do mundo na época e derrotou facilmente os iraquianos com sua força aérea. Cerca de 1.000 pessoas morreram nos confrontos de 1974-1975 na região de Shatt al-Arab. 
Como resultado, o Iraque decidiu não continuar a contenda, optando por fazer concessões a Teerã para acabar com a rebelião curda.  No Acordo de Argel de 1975, o Iraque fez concessões territoriais - incluindo a hidrovia Shatt al-Arab - em troca de relações normalizadas.  Em contrapartida pelo Iraque reconhecer que a fronteira na via navegável percorria ao longo de todo o talvegue, o Irã encerrou seu apoio às guerrilhas curdas iraquianas. 

## Resultado
Em março de 1975, o Iraque assinou o Acordo de Argel, no qual reconheceu uma série de linhas retas que se aproxima muito do talvegue (canal mais profundo) da hidrovia, como a fronteira oficial, em troca da qual o Irã encerrou seu apoio aos curdos iraquianos.
Cinco anos depois, em 17 de setembro de 1980, o Iraque repentinamente revogou o Protocolo de Argel após a revolução iraniana. Saddam Hussein afirmou que a República Islâmica do Irã se recusou a cumprir as estipulações do Protocolo de Argel e, portanto, o Iraque considerou o protocolo nulo e sem efeito. Cinco dias depois, o exército iraquiano cruzou a fronteira. 